# Maria Karolina Radziwiłłowa
Maria (Marianna) Karolina Radziwiłłowa z domu Lubomirska (ur. 1730 w Głogowie Małopolskim, zm. 10 stycznia 1795 w Tarnowie) – córka Jana Kazimierza Lubomirskiego i Urszuli z Branickich.

## Życiorys
Księżna, miecznikowa litewska, dama czynna politycznie, bohaterka romansu z francuskim pisarzem i botanikiem, oficerem wojsk inżynieryjnych Bernardinem de Saint-Pierre.
Dnia 23 października 1753 roku poślubiła w Mościskach Karola Stanisława Radziwiłła, zwanego Panie Kochanku, konfederata barskiego, z którym jednak rozwiodła się (z powodu m.in. pijaństwa i szaleństw męża) w 1760 nim został wojewodą wileńskim. Nigdy nie wyszła drugi raz za mąż chociaż tego pragnęła, ale na przeszkodzie stawał zawsze zdecydowany sprzeciw wuja Klemensa Branickiego, który groził wydziedziczeniem i odebraniem majątku. Zachował się pomnik nagrobny na Starym Cmentarzu w Tarnowie.

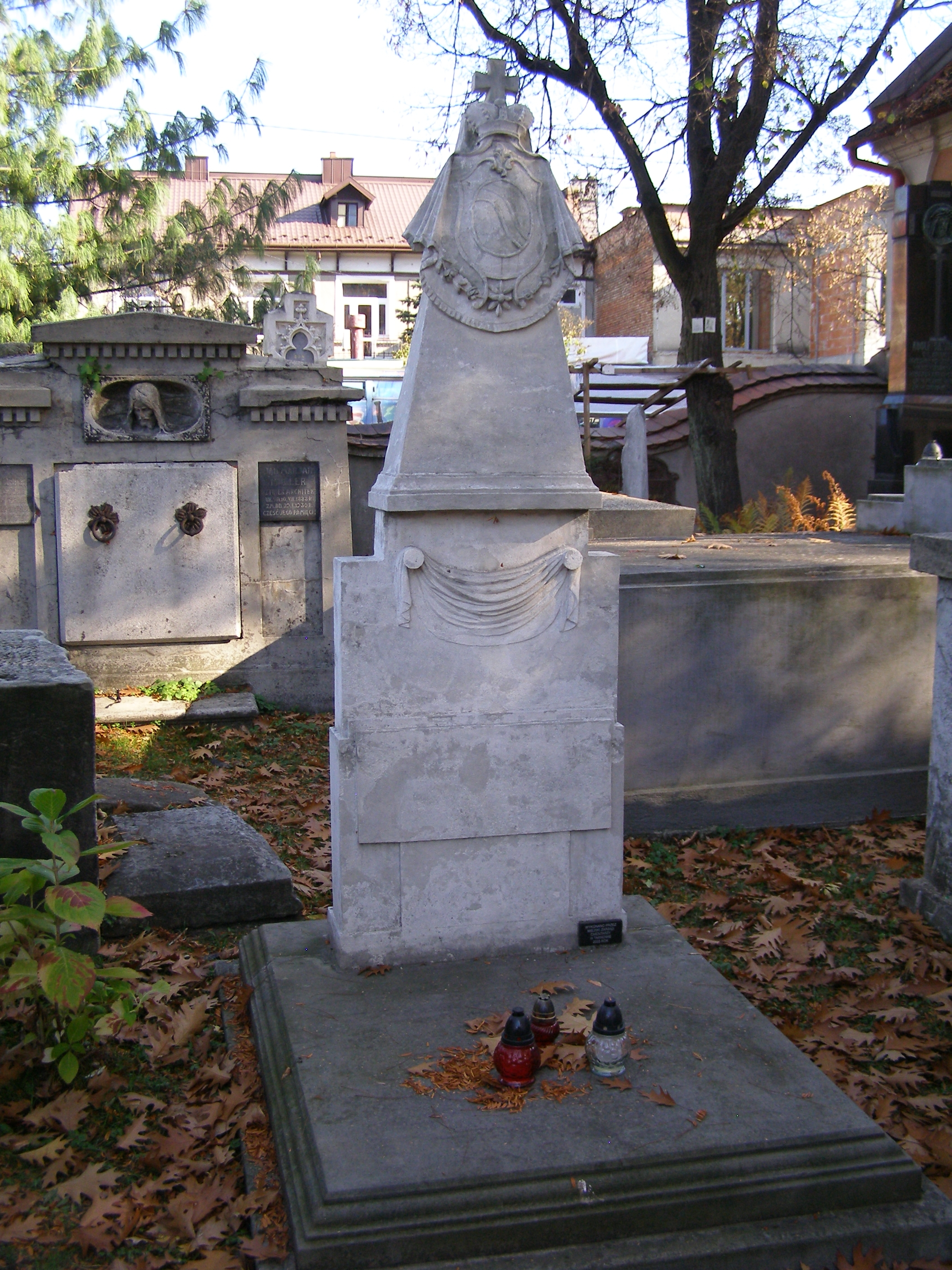
Nagrobek księżnej na Starym Cmentarzu w Tarnowie